# Филатов, Кузьма Филиппович
Кузьма́ Фили́ппович Фила́тов (14 июля 1929 года, дер. Ноттоваракка, ныне Беломорский район Карелии — 5 мая 2008 года, Петрозаводск) — советский государственный деятель, Председатель Президиума Верховного Совета Карельской АССР, заместитель Председателя Президиума Верховного Совета РСФСР (1986—1989).

## Биография
Родился в крестьянской семье, карел.
В 1948 году окончил Сортавальский финансовый техникум и был приглашён на работу в Министерство финансов Карело-Финской ССР. Здесь, совмещая работу с учёбой во Всесоюзном заочном финансовом институте, он прошёл трудовой путь от инспектора по госдоходам до начальника отдела Министерства финансов Карельской АССР.
С 1965 года — слушатель Ленинградской высшей партийной школы, которую окончил с отличием в 1967 году.
С 1967 по 1968 год — заместитель Председателя Госплана КАССР.
С 1968 до 1973 года работал советником по экономическим вопросам в Посольстве СССР в Финляндии.
С 1973 года — заместитель Председателя, затем Председатель Госплана КАССР, а с 1984 по 1986 год — первый заместитель Председателя Совета Министров КАССР.
С 1986 по 1989 гг. — Председатель Президиума Верховного Совета КАССР.
Избирался депутатом Верховного Совета РСФСР, депутатом Верховного Совета КАССР 9, 10 и 11 созывов.
В 1989 году вышел на пенсию.
Умер 5 мая 2008 года в Петрозаводске после тяжёлой и продолжительной болезни.

## Государственные награды
- орден Трудового Красного Знамени,
- Почётная грамота Президиума Верховного Совета КАССР,
- Почётная грамота Законодательного Собрания Республики Карелия.
- звание «Отличник финансовой службы СССР»
- звание «Отличник народно-хозяйственного планирования СССР»